# Out of the Vein
Out of the Vein è il terzo album del gruppo statunitense Third Eye Blind, il primo senza il chitarrista Kevin Cadogan, pubblicato dall'etichetta discografica Elektra Records il 13 maggio 2003.

## Tracce
1. Faster – 3:32 (Stephan Jenkins)
2. Blinded – 4:22 (Jenkins, Arion Salazar, Tony Fredianelli)
3. Forget Myself – 4:13 (Jenkins, Salazar)
4. Danger – 3:12 (Jenkins, Salazar, Fredianelli, Brad Hargreaves)
5. Crystal Baller – 4:15 (Jenkins)
6. My Hit and Run – 4:22 (Jenkins, Fredianelli)
7. Misfits – 4:19 (Jenkins)
8. Can't Get Away – 3:46 (Jenkins, Salazar)
9. Wake for Young Souls – 4:37 (Jenkins)
10. Palm Reader – 4:54 (Jenkins, Fredianelli)
11. Self Righteous – 6:18 (Jenkins, Salazar)
12. Company – 3:54 (Jenkins, Fredianelli)
13. Good Man (contiene la traccia fantasma Another Life) – 9:24 (Jenkins)

Traccia bonus dell'edizione giapponese
1. My Time in Exile – 3:17